# ホワイトリリー
『ホワイトリリー』は、中田秀夫監督、飛鳥凛主演で2017年2月11日に公開された日本映画。
女性陶芸家の弟子が師に対していだく愛憎を精神的、肉体的な葛藤として描く。宣伝材料におけるキャッチコピーは「甘美な蜜の虜になる―」。

## 概要
日活ロマンポルノの45周年を記念して企画された『ロマンポルノ・リブート』の一作として制作、公開された作品である。制作にあたり、「70分前後」「10分に1回程度の濡れ場」「撮影は1週間」「製作費は定額」「オリジナルストーリー」というマニフェストが設けられている。
監督の中田秀夫はかつて日活の助監督として小沼勝等に師事してロマンポルノに携わっていたが、彼が監督に昇格する前に日活はロマンポルノの製作を終了しており、中田にとってロマンポルノの初監督作品となる。（ビデオ販売のピンク映画は監督作品あり）
主演の飛鳥凛と山口香緒里は二人とも映像での初ヌードを披露しており、かつて『仮面ライダーW』の出演で評価された飛鳥はデビュー10年目で、主演を務める今作では激しく感情を起伏させる渾身の演技を行っている。
タイトルの「ホワイトリリー」は「百合」＝女性の同性愛を意味している。
かつてのロマンポルノの人気女優だった田中真理はこの作品の感想として「とても懐かしい感じのする作品で、中田監督の映画へのあついあつい思いが伝わってくるようでした。 まるで、1972年のあの頃の現場をみているようで、主役のおふたりの頑張りに、出演者の皆様にたくさんの拍手と、お疲れ様の一言を送らせて下さい。」と答えている。

## あらすじ
登紀子は美人陶芸家としてテレビ出演するなど、高い人気を得ており、弟子のはるかは多忙な彼女に仕えていた。
しかし、登紀子は過去に婚約者を亡くしており、またはるかも暗い過去を持っており、心に傷を抱える者どうしで、時には肌を合わせながら支え合って生きているのだった。
ある日、登紀子が新しい弟子として悟を連れてきた。悟の若い肉体を貪るように毎日のように体を重ねる登紀子。はるかの心は嫉妬から不安定になっていく。
限界を迎えたはるかは登紀子に悟を追い出すよう懇願するが、登紀子は悟に抱かれるよう命令する。

## 登場人物
結城はるか：飛鳥凛
登紀子のもとで住み込みで修業している弟子。登紀子の身の回りの世話や家事、陶芸教室での指導も任されている。
かつて自分の居場所を失った時に登紀子に保護されてから同居を始め、登紀子を支えるうちに深い愛情をいだくようになった。そのため、登紀子に近づく男性に対しては嫉妬心から露骨に嫌悪感を表す。
乾登紀子：山口香緒里
女性陶芸家として名声を得ており、マスコミの出演で多忙。住宅街の一軒家で陶芸教室を開いている。教室はもともと康介とともに開く予定だったが、康介を喪って以後、酒や男を求める日々を繰り返す。
二階堂悟：町井祥真
高名な陶芸家の息子で、登紀子に弟子入りする。登紀子と関係を持つことではるかの憎悪の対象となる。登紀子の命令ではるかとも関係を持つが、これがはるかと登紀子の関係に変化をもたらす。
三田村茜：西川カナコ
悟の彼女。登紀子への弟子入り後、自分をかまってくれない悟に疑惑をいだき、登紀子たちのもとを訪れる。
野尻慎平：三上市朗
経営コンサルタント。パーティーから登紀子を送ってきてベッドを共にし、帰り際にはるかから汚らわしいものを見る目で見られる。
西野康介：鎌倉太郎
登紀子のかつての婚約者。彼が急逝して登紀子が心を壊しそうになった時にはるかが支え、二人の関係が始まる。
近所の主婦たち：伊藤こうこ、榎本由希、松山尚子、はやしだみき
登紀子の教室に通っている。気楽に陶芸をとらえており、真摯に向き合おうとするはるかを窮屈に感じている。

## スタッフ
- 監督：中田秀夫
- 脚本：加藤淳也、三宅隆太
- 製作：由里敬三
- エグゼクティブプロデューサー：田中正
- プロデューサー：西尾沙織、高橋政彦
- アソシエイトプロデューサー：小室直子、高木希世江、山本章
- 撮影：近藤龍人
- 照明：藤井勇
- 録音：柿澤潔
- 美術：西渕浩祐
- 衣装：宮本まさ江
- ヘアメイク：佐藤光栄
- 編集：青野直子
- 音響効果：柴崎憲治
- 音楽：坂本秀一
- スクリプター：工藤みずほ
- キャスティング：吉川威史
- 助監督：佐伯竜一